# Quiasma

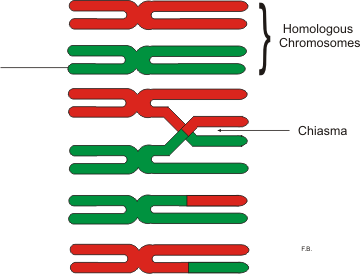
Meiosis: diagrama esquemático del entrecruzamiento

El quiasma (del gr. χίασμα, -ατος, disposición cruzada, como la de la letra χ) es el puente 
entre cromátidas no hermanas en el proceso de recombinación meiótica, tal como puede ser visualizado citogenéticamente (el entrecruzamiento es exclusivo cromosomas homólogos entre sus cromátidas no hermanas).
En una meiosis humana masculina pueden observarse un promedio de cincuenta y dos quiasmas repartidos uniformemente entre los 23 pares de cromosomas homólogos. En la meiosis femenina se producen más quiasmas (98) que presenta un promedio próximo a un quiasma. Cada una de las cromátidas hermanas tiene un 50 % de probabilidad de establecer un quiasma concreto, por lo que la fracción máxima de recombinación (frecuencia de recombinación) esperable entre dos locus es de 0,5.